# منازل الآخرة
عنوان کتابی از شیخ عباس قمی دربارهٔ روایات و حکایتهای مرگ و جهان پس از مرگ

## محتوای فصول کتاب
1. فصل اول: مرگ
2. فصل دوم: قبر
3. فصل سوم: برزخ
4. فصل چهارم: قیامت
5. فصل پنجم: یبرون آمدن از قبر
6. فصل ششم: میزان
7. فصل هفتم: حسابرسی
8. فصل هشتم: پرونده
9. فصل نهم: صراط
10. خاتمه: عذاب جهنم یا بهشت رضوان